# Frontera entre Síria i el Líban
La frontera entre Síria i el Líban és la frontera de 375 kilòmetres que separa el nord i est del l'Líban del sud-oest de Síria. Representa la major part de la frontera terrestre del Líban (excepte la curta frontera amb Israel al sud).

## Traçat
Transcorre cap a l'est des de la costa mediterrània, seguint el riu Nahr al-Kabir. La frontera libanesa constitueix un sortint per incloure els pobles de Karha i Knaisse Akkar al nord-oest del districte d'Akkar, a l'oest del llac Homs, i novament gira al sud-oest, tallant a través del'Orontes (a 34° 27′ 18″ N, 36° 29′ 24″ E / 34.455°N,36.490°E) i la carretera trans-Bekaa entre Qaa i Al-Qusayr (en 34° 25′ 18″ N, 36° 32′ 36″ E / 34.4217°N,36.5433°E), arribant a les Antilíban al voltant de 34° 13′ N, 36° 36′ E / 34.22°N,36.60°E.
La frontera gira aleshores cap al sud-oest, generalment seguint les Antilíban fins al mont Hermon. L'exacte trifini Líban-Síria-Israel no està clara a causa de l'ocupació israeliana dels Alts del Golan (el trifini oficial del 947 al 1949 sobre el riu Hasbani, afluent del riu Jordà, a 33° 14′ 32″ N, 35° 37′ 28″ E / 33.2422°N,35.6244°E).

## Història
La frontera va ser creada el 1920 sota el Mandat francès per Síria i el Líban, amb l'establiment del Gran Líban (el "Gran" que indica l'expansió del territori del mutasarrifat de Mont Líban otomà).
Però a causa de la història de l'ocupació siriana del Líban, la implicació política siriana amb el Líban des dels anys 70, la frontera mai no s'ha fixat oficialment amb cap precisió, malgrat les demandes libaneses a aquest efecte. La resolució 1680 del Consell de Seguretat de les Nacions Unides (2006) i la demarcació de la frontera sobre mapes sirians i libanesos mostren importants discrepàncies en detalls. El poble de Deir El Aachayer (a l'oest de Damasc) és un exemple d'un territori reclamat pels dos països en els seus respectius mapes oficials.
Les Granges de Xebaa es van mostrar durant molt temps com a territori sirià en mapes libanesos durant l'ocupació israeliana dels Alts del Golan, però després de la retirada israeliana del Sud del Líban l'any 2000 van ser reclamades pel Líban.